# الإسلام في أروبا
وفقا لتقرير مركز بيو للدراسات عام 2009، يشكل المسلمين نحو 0.2% من مجموع سكان جزيرة أروبا.